# Jovita Vedrickienė
Jovita Vedrickienė (geb. Žiogaitė; Schreibweise beim Weltschachbund FIDE Jovita Vedrickiene; * 28. Oktober 1984 in Tauragė, Litauen) ist eine litauische Schachspielerin.

## Leben
Nach dem Abitur 2004 am Versmės-Gymnasium der Rajongemeinde Tauragė studierte Jovita Žiogaitė von 2004 bis 2008 Finanz- und Versicherungsmathematik und absolvierte den Bachelor der Statistik an der Fakultät für Mathematik und Informatik der Universität Vilnius (VU). Von 2008 bis 2010 absolvierte sie das Masterstudium der Finanz- und Versicherungsmathematik. Von 2011 bis 2014 bildete sie sich weiter am CFA Institute und belegte die Prüfung als Chartered Financial Analyst (Level II), CFA.
Jovita war Mitglied der Litauischen Schachnationalmannschaft der Frauen und vertrat Litauen bei der 38. Schacholympiade der Frauen (2008) in Dresden sowie bei der 40. Schacholympiade (2012) in Istanbul. 2008 belegte sie den 2. Platz bei der Litauischen Schachmeisterschaft der Frauen und wurde litauische Vizemeisterin.
Ihre bisher höchste Elo-Zahl betrug 2093 im Juli 2008.
Vedrickienė arbeitet als Kinder-Schachtrainerin in Vilnius.
Jovita Vedrickienė ist verheiratet mit dem litauischen Schachspieler FM Tautvydas Vedrickas.